# Bezirk Chiriquí Grande
Chiriquí Grande ist ein Bezirk (distrito) der Provinz Bocas del Toro in Panama. Die Einwohnerzahl betrug laut Volkszählung 2023 12.495.

## Gliederung
Der Bezirk Chiriquí Grande ist administrativ in sechs Corregimientos unterteilt:
- Chiriquí Grande
- Miramar
- Punta Peña
- Punta Robalo
- Rambala
- Bajo Cedro